# Teoria del complotto rettiliano

Raffigurazione artistica di confronto umano - rettiliano

I rettiliani (chiamati anche rettoidi, uomini lucertola, rettiloidi, sauriani o draconici) sono presunti umanoidi rettiliani presenti nella narrativa di genere fantasy e fantascientifico oltre che nell'ufologia e nelle teorie del complotto. Sono divenuti popolari grazie all'opera di divulgazione pseudoscientifica da David Icke, un ex giornalista e noto complottista che sostiene esistano alieni mutaforma capaci di prendere forma umana allo scopo di controllare la Terra e manipolare la società tramite il potere politico. Icke ha affermato in più occasioni che molti leader mondiali sono cosiddetti rettiliani o sono da loro posseduti, tramite tecniche di controllo mentale.

## Storia

### Origini
Michael Barkun, professore di scienze politiche all'Università di Syracuse, ipotizza che l'idea di una cospirazione rettiliana abbia avuto origine dallo scrittore Robert E. Howard, creatore di Conan il Barbaro. Gli "uomini serpente" apparvero per la prima volta in letteratura nel suo racconto "Il regno fantasma", pubblicato su Weird Tales nell'agosto 1929. Il racconto attingeva a sua volta alle idee teosofiche dei "mondi perduti" di Atlantide e Lemuria, e in particolare a La dottrina segreta di Helena Blavatsky (1888), in cui si ipotizza una razza di "uomini drago" che avrebbe in passato popolato il continente mitologico di Lemuria.
Gli "uomini serpente" di Howard sono umanoidi (aventi corpi umani con testa di serpente) in grado di assumere fattezze umane, che abitavano caverne sotterranee e utilizzavano le loro capacità di mutaforma e controllo mentale per infiltrarsi tra gli uomini. Anche Clark Ashton Smith si è ispirato agli "uomini serpente" di Howard per le sue storie, così come pure fece H.P. Lovecraft. Insieme, Smith, Howard e Lovecraft sono considerati gli ideatori del ciclo di Cthulhu.
Negli anni '40, Maurice Doreal (noto anche come Claude Doggins) scrisse un opuscolo intitolato "Misteri del Gobi" nel quale si descriveva una "razza di serpenti" dal "corpo umano", la testa "come quella di un grande serpente" e la capacità di assumere fattezze umane. Creature simili furono menzionate pure nel poema di Doreal "Le tavolette di smeraldo", in cui si riferiva alla tavola di smeraldo realizzata da "Thoth, un re sacerdote di Atlantide". Barkun afferma che "con ogni probabilità", Doreal si era ispirato a "Il regno fantasma" e che, a sua volta, "Le tavolette di smeraldo" fossero state la base del libro di David Icke, Figli di Matrix.
Lo storico Edward Guimont sostiene che la teoria della cospirazione rettiliana, in particolare come esposta da Icke, si ispirasse alle precedenti leggende pseudostoriche sviluppatesi durante il colonialismo africano, in particolare riguardo al Grande Zimbabwe e al mokele-mbembe.

### Rapimenti alieni
Alcuni resoconti di rapimenti alieni includono presunti contatti con creature rettiliane: uno dei primi sarebbe avvenuto ad Ashland (Nebraska), dove l'agente di polizia Herbert Schirmer (nato nel 1945), sotto ipnosi, raccontò di essere salito a bordo di un UFO nel 1967. Sul veicolo, Schirmer avrebbe incontrato degli umanoidi di aspetto vagamente rettiliano che indossavano un emblema di un "serpente alato" sul lato sinistro del petto. Le sue affermazioni sono considerate inattendibili.

### David Icke
David Icke, è ritenuto uno tra i più famosi sostenitori della Teoria dei Rettiliani, e tra i principali autori e scrittori al mondo su questa particolare tematica. Pubblicò riguardo a questo argomento il libro intitolato Il segreto più nascosto, secondo il quale degli umanoidi rettiliani, alcuni dei quali provenienti dal sistema stellare Alpha Draconis, muoverebbero i fili di una cospirazione mondiale contro l'umanità da basi sotterranee nascoste sulla Terra ed anche sulla Luna, che secondo lo stesso scrittore sarebbe un satellite artificiale creato appunto dalla razza Rettiliana. Questi alieni sarebbero di alta statura, ematofagi e capaci di mutare il loro aspetto passando per l'appunto dalla forma rettiliana a quella umana e viceversa. Icke sostiene inoltre che la maggior parte dei leader antichi e moderni del mondo sarebbero "imparentati" con i rettiliani, sarebbero cioè una sorta di ibridi mezzo-sangue, tra queste fila annovera la dinastia merovingia, i Rothschild, la famiglia Bush e la famiglia reale britannica. Le teorie complottiste di Icke hanno trovato sostenitori in 47 paesi. David Icke ha tenuto, specialmente verso metà e fine degli anni '90, diverse conferenze nel mondo a cui hanno partecipato fino a 6.000 persone. La scrittrice americana Vicki Santillano ha incluso le sue teorie nella lista delle 10 più famose esistenti.
Il Public Policy Polling condusse nel 2013 un sondaggio il quale rivelò che il 4% degli elettori registrati (± 2,8%) dava credito alle teorie di David Icke.

## Influenza culturale

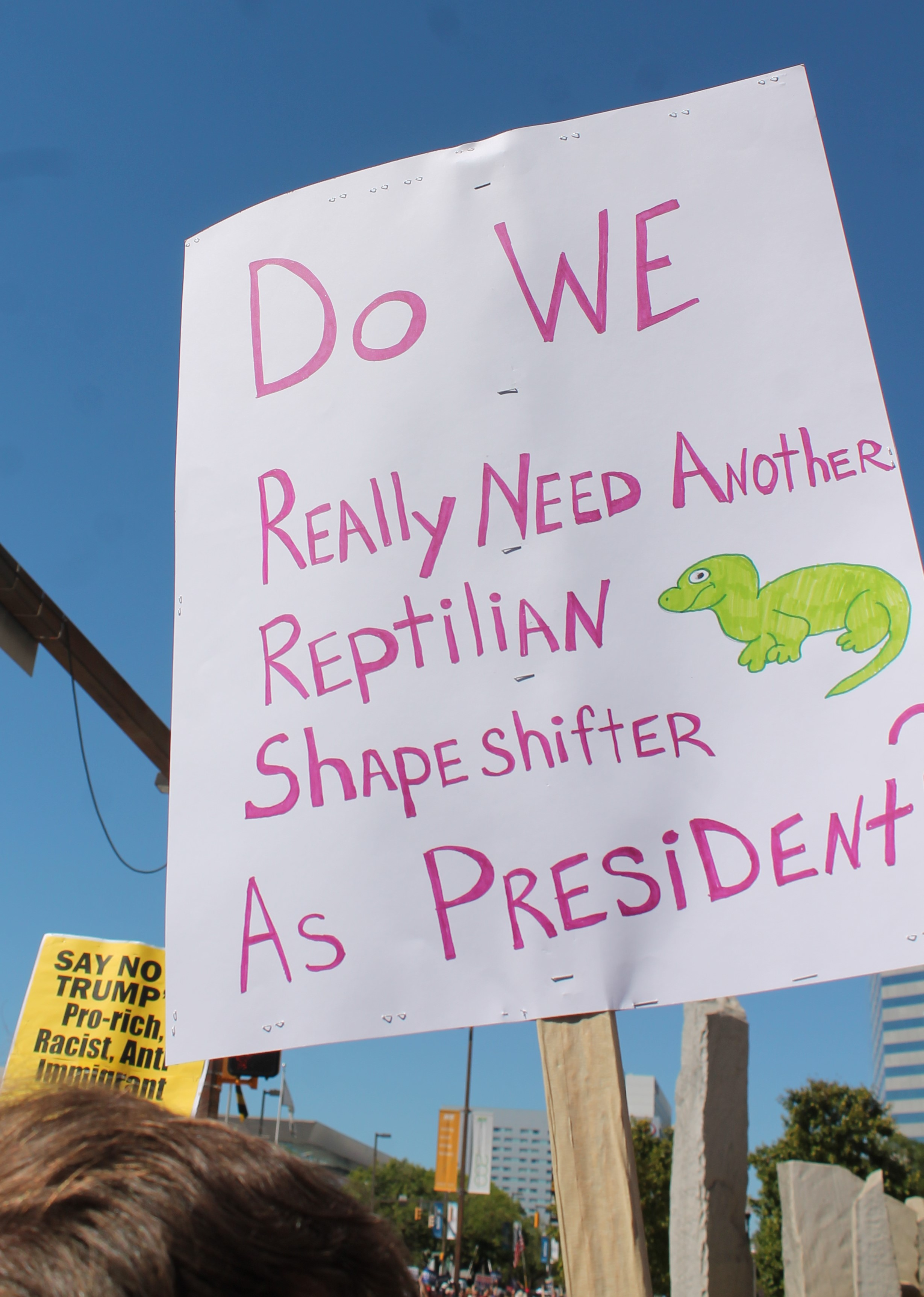
Cartello in una manifestazione politica.

- Un comunicato stampa diffuso dal Partito Conservatore Progressista dell'Ontario il 12 settembre 2003 durante la campagna elettorale provinciale in Ontario (Canada) apostrofava l'allora leader dell'opposizione Dalton McGuinty (del Partito Liberale dell'Ontario) come "malvagio rettile extraterrestre mangiatore di gattini".
- Nelle combattute elezioni del 2008 in Minnesota per il Senato degli Stati Uniti, il comico e commentatore Al Franken sfidò il senatore in carica Norm Coleman. In una scheda elettorale, contestata da Coleman, che esprimeva un voto per Franken, si riportava la scritta "Uomini Lucertola" nello spazio per indicare la preferenza del candidato.[24] Lucas Davenport, che in seguito ammise di essere l'autore del voto-farsa, disse: "Non so se conoscete la teoria del complotto degli Uomini Lucertola. Eravamo io e un mio amico, e non ci piaceva nessuno dei candidati. In un primo momento ci era venuto in mente di scrivere 'rivoluzione' sulle schede ma poi abbiamo pensato che votare per gli 'Uomini Lucertola' sarebbe stato ancora più divertente."[25]
- Nel febbraio 2011, nel programma radiofonico Opie and Anthony, il comico Louis CK chiese scherzosamente all'ex segretario alla Difesa degli Stati Uniti Donald Rumsfeld se lui e Dick Cheney fossero uomini lucertola e se gradissero il gusto della carne umana. Poiché Rumsfeld si rifiutò più volte di rispondere alla domanda, Louis CK suggerì che questo silenzio fosse una possibile ammissione di colpa, in quanto gli uomini lucertola erano forse incapaci di mentire, e che fossero obbligati o ad ammettere la propria natura oppure a fornire una risposta evasiva.[26]
- Il 4 marzo 2013, un rapporto di Wired sui rettiliani umanoidi mutaforma discusse l'aspetto insolito di un agente della sicurezza del presidente degli Stati Uniti Barack Obama durante un suo discorso. Un portavoce del capo del Consiglio di sicurezza nazionale Caitlin Hayden rispose ironicamente affermando che "qualsiasi presunto programma per proteggere il presidente con alieni o robot sarà probabilmente ridimensionato o eliminato nel prossimo taglio del budget federale".[27]